# 2 Samodzielny Batalion Karpackorosyjski
2 Samodzielny Batalion Karpackorosyjski (ros. 2-й отдельный карпаторусский батальон) – jednostka wojskowa białych podczas wojny domowej w Rosji.
Od końca stycznia 1918 r. w składzie Armii Ochotniczej walczyli ochotnicy z Galicji, Bukowiny i Zakarpacia. Początkowo byli zgrupowani w Oddziale Karpacko-Rosyjskim, przekształconym w Samodzielny Batalion Karpacko-Rosyjski, a następnie Słowiański Pułk Strzelecki. W poł. sierpnia 1919 r. poniósł on ogromne straty w walkach z „machnowcami” na Ukrainie, a jego resztki zostały ewakuowane statkami na Krym. Tam formalnie Słowiański Pułk Strzelecki rozformowano, zaś na bazie jego resztek utworzono 2 Samodzielny Batalion Karpackorosyjski, który wszedł w skład Mieszanego Pułku Strzeleckiego. Na jego czele stanął por. (wkrótce sztabskapitan) Władimir Gnatik, a następnie płk Markowicz. Batalion został z Teodozji przerzucony pod Heniczesk nad Morzem Azowskim, gdzie został uzupełniony galicyjskimi ochotnikami przybyłymi z Czechosłowacji i Włoch. Wkrótce, po rozformowaniu Mieszanego Pułku Strzeleckiego, Batalion wszedł w skład 49 Brzeskiego Pułku Strzeleckiego 13 Dywizji Piechoty. Po ciężkich walkach został przeorganizowany w 4 Kompanię Karpackorosyjską. Pod koniec maja 1920 r. uczestniczyła ona w desancie z Teodozji na wybrzeże ukraińskie. Następnie brała udział w licznych walkach, m.in. w zdobyciu miasta Wielki Tokmak. Po powrocie na Krym uczestniczyła w walkach obronnych, m.in. z bolszewickim Mieszanym Korpusem Konnym Dmitrija P. Żłoby. Pod koniec czerwca objęła pozycje nad Dnieprem w rejonie Kachowki. W poł. listopada wraz z pozostałymi wojskami białych gen. Piotra N. Wrangla została statkami ewakuowana do Gallipoli.
Żołnierzem Batalionu był Wasilij R. Wawrik, późniejszy znany poeta i pisarz, znawca ruskiego folkloru, który w 1923 r. we Lwowie opublikował historię walk karpackich Rosjan pt. „Карпаторусы в Корниловском походе и Добровольческой армии”.